# Enicmus mannerheimi
Enicmus mannerheimi is een keversoort uit de familie schimmelkevers (Latridiidae). De wetenschappelijke naam van de soort werd in 1846 gepubliceerd door Friedrich Anton Kolenati.